# 科氏直線脂鯉
科氏直線脂鯉（學名：Moenkhausia collettii），為輻鰭魚綱脂鯉目脂鯉亞目脂鯉科的其中一個種，為熱帶淡水魚，分布於南美洲圭亞那至亞馬遜河流域，本魚體呈橢圓形且側扁，體中央有一條銀綠色縱帶，體色因地域不同有金橙黃色、銀灰色，背鰭、脂鰭和尾鰭橙紅色或橙黃色，體長可達6.4公分，棲息在沙泥底質水域，成群活動，生活習性不明，可作為觀賞魚。

## 扩展阅读
- 維基物種上的相關：科氏直線脂鯉